# زبان تامیلی
تامیل (به تامیلی: தமிழ்) از زبان‌های کلاسیک دراویدی است. این زبان عمدتاً توسط تامیل‌ها در جنوب هندوستان و سری‌لانکا و در میان تامیل‌های مهاجر در بسیاری از دیگر کشورها (به ویژه شبه جزیره مالایا) تکلم می‌شود.
زبان تامیلی یکی از قدیمی‌ترین زبان‌های کلاسیک در جهان است که تا حال حاضر باقی مانده‌است. در سال ۱۹۹۶ این زبان هجدهمین زبان پرمتکلم دنیا بود و ۷۴ میلیون نفر در سراسر جهان آن را صحبت می‌کردند.
زبان تامیلی یکی از زبان‌های دراویدی است که عمدتاً در جنوب هند و شمال‌شرق سری‌لانکا گویش می‌شود. این زبان یکی از کهن‌ترین زبان‌های زندهٔ جهان به‌شمار می‌رود و ریشه‌های آن به بیش از دو هزار سال پیش بازمی‌گردد.
زبان تامیلی زبان رسمی ایالت تامیل نادو در هند و همچنین یکی از زبان‌های رسمی سری‌لانکا و سنگاپور است. همچنین جوامع بزرگی از گویش‌وران تامیلی در مالزی، موریس، آفریقای جنوبی، فیجی، بریتانیا، کانادا، آمریکا و دیگر کشورها زندگی می‌کنند.
ادبیات تامیلی یکی از کهن‌ترین سنت‌های ادبی در جنوب آسیاست. آثار کلاسیک این زبان تحت عنوان ادبیات سنگم شناخته می‌شوند که احتمالاً بین سدهٔ سوم پیش از میلاد تا سدهٔ سوم میلادی پدید آمده‌اند.
دستور زبان تامیلی ساختاری پیوندی دارد و با بهره‌گیری از پسوندها نقش واژه‌ها را در جمله مشخص می‌کند. این زبان از نظر صرف و نحو با دیگر زبان‌های دراویدی مانند تلگو، مالایالم و کانارا شباهت دارد.
خط تامیلی یک سامانهٔ هجایی است که ریشه در خط براهمی دارد. این خط شامل ۱۲ واکه، ۱۸ هم‌خوان و یک نویسهٔ ویژه به‌نام «آی‌یوگ» (āytam) است. شکل امروزی این خط از حدود سدهٔ هفتم میلادی رواج یافته‌است.
زبان تامیلی یکی از زبان‌های رسمی هند است و در سال ۲۰۰۴ از سوی دولت هند به‌عنوان زبان کلاسیک شناخته شد، عنوانی که تنها به زبان‌هایی با میراث ادبی مستقل و دیرینه اعطا می‌شود.

## تأثیرگذاری
واژه‌هایی با ریشهٔ تامیلی در زبان‌های دیگر دیده می‌شوند. نمونه‌ای برجسته از واژه‌ای با ریشهٔ دراویدی (نه لزوماً تامیلی) که در سراسر جهان رواج یافته، واژهٔ نارنج در فارسی و orange (پرتقال در انگلیسی) است که از سانسکریت nāraṅga وام گرفته شده و خود از پیش‌نمونه‌ای دراویدی از واژهٔ تامیلی nārttaṅkāy به‌معنای «میوهٔ خوش‌بو» گرفته شده‌است. یکی از گمانه‌زنی‌ها دربارهٔ ریشهٔ واژهٔ anaconda (مار آناکوندا) آن را برگرفته از واژهٔ تامیلی anaikkonda به‌معنای «آن‌که فیل را کشت» می‌داند. نمونه‌هایی در زبان انگلیسی شامل cheroot (از curuṭṭu به‌معنای «پیچیده‌شده»)، mango (از māṅgāy)، mulligatawny (از miḷaku taṇṇīr به‌معنای «آب فلفل»)، pariah (از paṟaiyar)، curry (از kaṟi)، catamaran (از kaṭṭu maram به‌معنای «کنده‌های به‌هم‌بسته»)‌، و congee (از kañji به‌معنای «شوربای برنج» یا «حریره») می‌شوند.

## نگارخانه

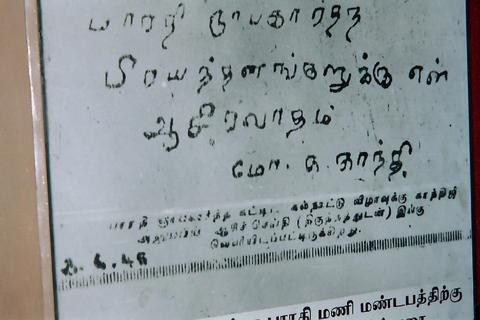
ماهاتما گاندی's written wishes in Tamil for صابرامین براتی
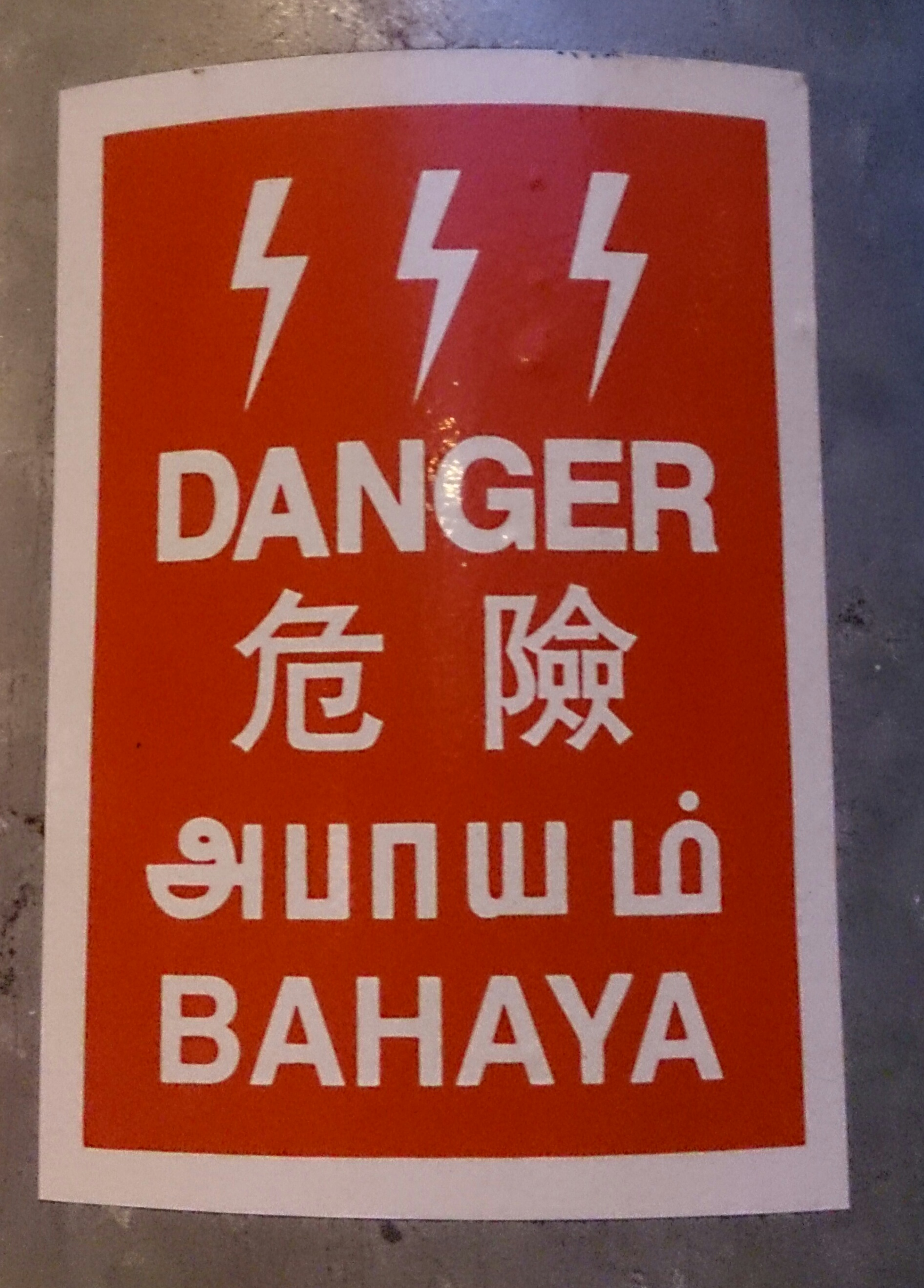
An electrical hazard sign in Malaysia written in Tamil with other languages
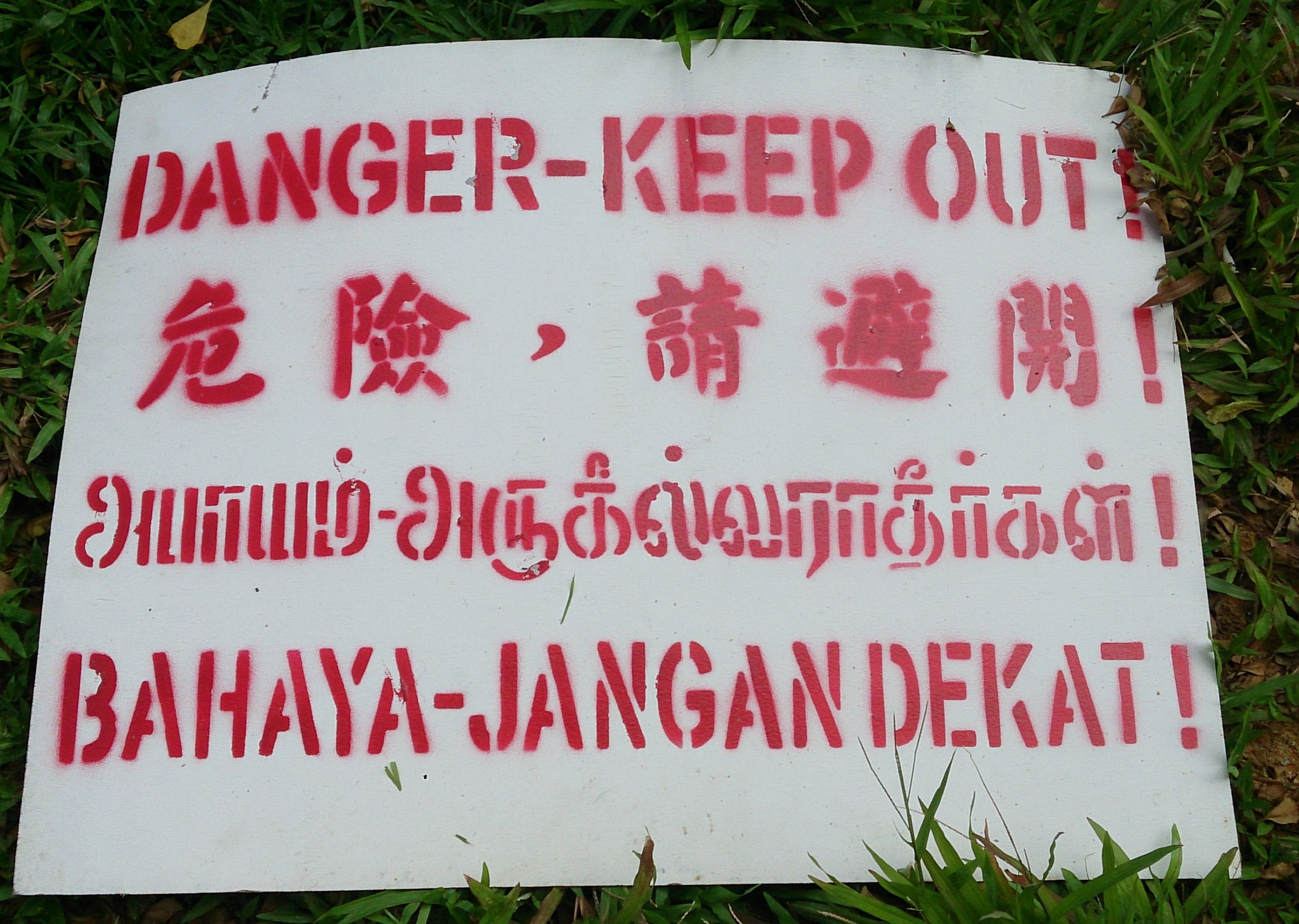
A danger sign in Singapore with Tamil writing